# 蕭彝 (南朝)
江陰王蕭彝（6世紀—？），南兰陵郡兰陵县（今江苏省常州市武进区）人，南朝梁宗室之後，南朝陳二王後之一。

## 生平
蕭彝早年出仕南朝陳，在太建元年（569年）後擔任東中郎將陳叔堅軍府的諮議參軍。
太建三年六月十一日（571年7月18日），作為二王後之一的江陰王蕭季卿因罪被削爵。同月二十八日（8月4日），蕭彝紹封江陰郡王。
禎明三年（589年），陳朝滅亡，作為二王後之一的江陰王也隨之終結。